# Twitch
Twitch, auch Twitch.tv (stilisiert twitch), ist ein US-amerikanisches Live-Streaming-Videoportal, das vorrangig zur Übertragung von Videospielen und zum Interagieren mit Zuschauern im Chat genutzt wird.

## Geschichte
Als das von Justin Kan gegründete Streamingportal Justin.tv im Jahr 2010 ein starkes Wachstum insbesondere der Videospiel-Kategorie verzeichnete, erstellten die Betreiber das Schwesterportal Twitch.tv ausschließlich zur Videospiel- und E-Sport-Übertragung. Die Website ging im Juni 2011 in einer Beta-Version online.
Am 1. Mai 2012 gewann Twitch einen Webby Award mit dem Titel Webby People’s Voice Award in der Kategorie Videospiele.
2013 verzeichnete Twitch monatlich mehr als 45 Millionen Zuschauer auf 6 Millionen Streamingkanälen. Daher wurde die Betreibergesellschaft im Februar 2014 von Justin.tv Inc. in Twitch Interactive Inc. umbenannt.
2014 übernahm Amazon das Unternehmen für 970 Millionen US-Dollar.
Twitch wird auch von diversen Spartenprogrammen genutzt, um über Videospiel- und E-Sport-Themen zu berichten. So strahlt der deutschsprachige Sender ESL TV sein Programm auf Twitch aus.
Daten des US-Unternehmens DeepField zufolge erzeugte Twitch während der Tagesspitzenzeiten im Februar 2014 etwa 1,8 % des durch Unternehmen erzeugten Internet-Datenverkehrs der Vereinigten Staaten. Damit liegt der Dienst an vierter Stelle, hinter Netflix, Google und Apple.
Anfang 2014 veröffentlichte Twitch viele Statistiken über das vorangegangene Jahr. Unter anderem wurde bekannt, dass von den 45 Millionen Zuschauern jeden Monat 12 Milliarden Minuten Twitch-Inhalte gesehen wurden. Das war eine Verdopplung im Vergleich zu 2012. Das Durchschnittsalter der Zuschauer beträgt 21 Jahre.
Anlässlich des 73. Geburtstags des Malers Bob Ross startete Twitch am 29. Oktober 2015 das Format Creative mit einem neuntägigen Marathon aller Folgen von The Joy of Painting. Das Format sollte Künstler dazu anregen, ihre Ideen in Echtzeit ins Netz zu übertragen.
Am 17. August 2016 übernahm Twitch den Dienst Curse Gaming. Dessen wichtigste Dienste Gamepedia und der Curse Client, eine Verwaltungssoftware für Spielmodifikationen, wurden anschließend vollständig in die Marke Twitch integriert.
Am 30. September 2016 verkündete Twitch den Dienst Twitch Prime für Amazon-Prime-Kunden mit einem aktiven Abonnement. Der Dienst enthält ausgewählte Gratisspiele, Spielinhalte („Game Loot“) und die Möglichkeit, jeden Monat einen beliebigen Streamer gratis zu abonnieren. Am Anfang war auch das werbefreie Schauen enthalten, das aber zu einem späteren Zeitpunkt wieder entfernt wurde.
Am 15. Dezember 2016 führte Twitch die Kategorie IRL („In Real Life“) ein, die es erlaubt, mit dem Publikum Geschehnisse aus dem eigenen Leben zu teilen und Diskussionen zu führen. Hierbei ist nicht zwingend ein Bezug zu Videospielen erforderlich, solange aktiv auf die Zuschauer eingegangen wird.
Twitch zeigt zwar überwiegend von Mitgliedern erstellte Inhalte. Das Unternehmen überträgt allerdings auch professionell produzierte Streams großer E-Sport-Veranstalter. Für die Streamingrechte der Overwatch League soll Twitch Anfang 2018 Medienberichten zufolge 90 Millionen US-Dollar gezahlt haben.
Im Dezember 2018 verkaufte Twitch das Online-Spieleportal Curse Media an Wikia.
Die Seite stand 2019 weltweit auf dem 26. Alexa-Rang. In Deutschland steht sie auf Platz 23. Ein Großteil der Nutzer kommt aus den Vereinigten Staaten.
Am 9. Oktober 2019 übertrug der Täter des Anschlags in Halle (Saale) seine Tat live über Twitch.
Am 6. Oktober 2021 wurden von einer anonymen Hackergruppe mehr als 250 GB sensible Daten veröffentlicht. Diese umfassen unter anderem den Twitch-Quellcode, Accountdaten, Auszahlungen an Streamer sowie Hinweise auf einen unveröffentlichten Konkurrenzdienst zur Spieledistributionsplattform Steam.
In den 2020er-Jahren richteten verschiedene öffentlich-rechtliche Sender Kanäle auf Twitch ein.

## Inhalt und Nutzung
Jeder Nutzer mit einem Benutzerkonto kann einen eigenen Kanal erstellen und darauf Gameplay von diversen Spielen übertragen. Zur Übertragung wird eine Streaming-Software wie die Programme XSplit, Stream Labs oder Open Broadcaster Software benötigt. Die PlayStation 4 und die Xbox One benötigen keine zusätzliche Software.
Zu den meistgezeigten Spielen gehören Valorant, Fortnite, Call Of Duty: Warzone, Among Us, League of Legends, Overwatch, Dota 2, StarCraft II, World of Warcraft, Counter-Strike: Global Offensive, Hearthstone: Heroes of Warcraft sowie Minecraft. Auf Twitch werden auch viele große E-Sport-Veranstaltungen übertragen. Dazu gehören die League of Legends World Championships und die League of Legends Championship Series, das Dota-2-Turnier The International, die StarCraft II World Championship Series, die weltgrößte LAN-Party DreamHack und die Intel Extreme Masters.
2024 verzeichnet die Sparte Just Chatting im Durchschnitt den größten Anteil an Zusehern im Vergleich zu anderen Einzelspielen. So verzeichnete im Mai 2024 die Kategorie Just Chatting rund 13 Prozent aller durchschnittlicher Zuseher. An Nummer 2 stand Grand Theft Auto V mit rund acht Prozent. In der Kategorie Just Chatting werden Inhalte angeboten, die nicht direkt mit Videospielinhalten in Verbindung stehen. Darunter können Diskussionen zu Lifestyle, Politik oder technische Streams, wie der Live-Zusammenbau von Gaming PCs, fallen. Kochinhalte oder Reaction-Videos werden ebenfalls dieser Sparte zugerechnet.
Twitch besitzt eine Vielzahl von Emoticons, speziell „Emotes“ genannt. Es gibt frei verfügbare Emotes für alle Benutzer, Emotes für Turbo-Nutzer, Emotes für Twitch-Prime-Nutzer sowie Emotes für Benutzer, die einen Twitch-Partner oder Affiliate abonniert haben. Streamer mit Twitch-Partner-Status schalten mehr „Emote-Slots“ frei (je nachdem wie viele Abonnenten sie gewinnen, bis zu 60 Emotes pro Kanal).
Nachdem DJ-Streams aufgrund der geschlossenen Clubs während der Corona-Pandemie einen großen Aufschwung erhalten hatten, war die rechtliche Situation derartiger Streams, also des Streamens urheberrechtlich geschützter Musik, lange Zeit ungeklärt und wurde lediglich toleriert. Im Sommer 2024 kündigte Twitch nach jahrelangen, diesbezüglichen Gesprächen mit Musiklabels ein eigenes DJ-Programm an, das das Streamen von Musik legalisieren und rechtlich absichern sollte. Die Labels und dadurch auch die Künstler sollen in Zukunft eine Vergütung aus den Einnahmen der Streamer erhalten. Zahlreiche DJs kündigten daraufhin an, die Plattform verlassen zu wollen. Kritisiert wurde, dass das Programm lediglich Lieder aus einem vorgegebenen Katalog umfassen würde, was zur Folge habe, dass hauptsächlich der vor allem durch Majorlabels abgedeckte musikalische Mainstream verwendbar sei, während viele DJs insbesondere Musik aus der Independent- und Undergroundszene spielen. Ebenfalls kritisiert wurde das Verbot, Pre-Releases zu spielen, was jedoch bei DJ-Sets gängige Praxis ist, da DJs oftmals Platten bereits vor dem offiziellen Release erhalten, um den Tracks schon vor dem Verkaufsstart Bekanntheit zu verleihen. Weitere Kritikpunkte waren die zunächst in ihrer Höhe unklare Vergütung der Labels, das Verbot, VODs anzufertigen, sowie die Maßgabe seitens Twitch, bei einer Teilnahme am DJ-Programm für etwaige weitere Kanalinhalte einen zusätzlichen Kanal einzurichten. Außerdem steht die Befürchtung im Raum, dass lizenz- und urheberrechtliche Verstöße in Zukunft deutlich schärfer verfolgt und geahndet werden könnten, als es bisher in der Grauzonenpraxis unzähliger DJ-Streams der Fall war. Unklar ist derzeit noch, ob die Hersteller gängiger DJ-Software wie Recordbox (Pioneer) oder Serato (Rane) am Programm teilnehmen. Recordbox soll Berichten zufolge derzeit kein Interesse an einer Zusammenarbeit haben.

## Partnerprogramm
Im Juli 2011 eröffnete Twitch ein Partnerprogramm, das dem von YouTube ähnelt. Für eine Partnerschaft müssen Streamer regelmäßig streamen und laut Twitch eine „bestehende und stetig wachsende Zuschauer-Community“ haben, eine genaue Zuschauerzahl wird nicht genannt.
Diese Partner bekommen die Möglichkeit, Werbeanzeigen in ihre Streams einzublenden. Dafür erhält der Partner einen Teil der Werbeeinnahmen, die so zustande kommen. Außerdem können Zuschauer in Deutschland die Kanäle von Partnern für 3,99 Euro, 7,99 Euro oder 19,99 Euro pro Monat abonnieren (bis Ende Juli 2021: 4,99 Euro, 9,99 Euro oder 24,99 Euro pro Monat). Der Streamer bekommt hierbei einen Teil des Gewinnes ab. Im Juni 2016 wurde mit Cheering eine weitere Möglichkeit eingeführt, Streamer zu unterstützen. Sogenannte Bits können für Echtgeld erworben werden und per Nachricht im Chat dem Streamer gespendet werden. Der Twitch Stream CriticalRole erzielte den höchsten Umsatz pro Monat.
2015 waren von den in Spitzenmonaten über 2.100.000 Streamern 13.476 aktive Partner. Das sind 0,64 % aller Streamer.
Im September 2022 wurde von Twitch angekündigt, dass die Einnahmen der Partner, welche Zusatzverträgen mit Twitch abgeschlossen haben, durch welche sie zurzeit 70 % der Einnahmen von Abonnements erhalten, auf 50 % verringert werden. Diese Änderungen sollen im Juni 2023 in Kraft treten. Zur weiteren Präzisierung gab Twitch bekannt, dass Partner, welche Zusatzverträge abgeschlossen haben, weiter 70 % der Einnahmen der ersten 100.000 US-Dollar des Jahres behalten dürfen. Von den restlichen Einnahmen, welche die Schwelle überschritten haben, sollen die Partner nur 50 % erhalten.
Im Juli 2023 wurde von Twitch das Partner-Plus-Programm angekündigt. Partner, welche in das Programm aufgenommen werden, erhalten bis zu einer Obergrenze von 100.000 USD eine Umsatzbeteiligung von 70 % aus wiederkehrenden Abonnements und Geschenkabonnements. Um in das Programm aufgenommen zu werden, ist es erforderlich, in drei aufeinanderfolgenden Monaten mindestens 350 wiederkehrende bezahlte Abonnements auf dem eigenen Kanal zu erhalten. Das Partner-Plus-Programm startet am 1. Oktober 2023.

## Affiliateprogramm
Neben dem Partnerprogramm gibt es seit April 2017 das Affiliate-Programm. Dieses ist für kleinere Streamer gedacht, die aufgrund ihrer geringen Größe nicht die Anforderungen für eine Partnerschaft erfüllen. Streamer in diesem Programm erhalten die Möglichkeit, Cheering zu nutzen, das sonst nur für Partner verfügbar war. Zusätzlich dazu sind Abonnements seit dem 27. Juni 2017 für Streamer im Affiliate-Programm verfügbar. Außerdem können „Affiliates“ wie Partner Werbeanzeigen schalten. Um in das Affiliate-Programm eingeladen zu werden, muss man folgende Kriterien erfüllen:
- Mindestens 8 übertragene Stunden in den letzten 30 Tagen
- Mindestens sieben einzelne Übertragungstage in den letzten 30 Tagen
- Durchschnittlich drei oder mehr gleichzeitige Zuschauer in den letzten 30 Tagen
- Mindestens 50 Follower

Zusätzlich bieten auch Unternehmen in der Gamingbranche Programme an, um kleine Streamer zu unterstützen.

## Extensions
Seit dem 1. September 2017 können Livestreamer Extensions nutzen, durch welche sie diverse interaktive Funktionen zu ihrer Übertragung hinzufügen können. Creators integrieren diese neuen Extensions direkt in ihre Live-Videos auf Twitch. Dadurch wird die besondere Beziehung zwischen ihnen und ihrer Community gefördert.

## Anwendungen

### Twitch Sings
Anfang 2019 veröffentlichte Twitch seine eigene Karaokeanwendung namens Twitch Sings. Diese Anwendung ermöglicht Nutzern der Plattform, aus einem definierten Songkatalog Songs auszuwählen und diese dann über einen Livestream vor Publikum live zu singen. Besonderes Augenmerk legte Twitch hierbei auf die Interaktion der Nutzer mit dem Livestreamer innerhalb der Anwendung; so können mittels einer eigens dafür entwickelten Extension die Zuschauer dem Sänger unterschiedlichste Herausforderungen stellen, wie den Song in Hundelauten zu singen. Twitch Sings wurde am 1. Januar 2021 geschlossen, da man sich auf andere Bereiche konzentrieren möchte.

### Twitch Studio
Twitch Studio ist ein Aufnahme- und Live-Streamingprogramm, welches am 12. November 2019 für Windows in der Beta-Version veröffentlicht wurde. Es wurde entwickelt, da Programme wie Open Broadcaster Software für Neueinsteiger zu kompliziert waren, um einfach zu beginnen. Twitch meint, dass das Programm nur für Neueinsteiger ist und es nicht notwendig ist, als erfahrener Livestreamer das Programm zu wechseln. Mit Twitch Studio kann man nur auf Twitch livestreamen.
Dadurch, dass ein paar Designs bereits integriert sind, man seinen Streamschlüssel nicht eingeben muss und „Twitch Alerts“ integriert sind, werden viele komplizierte Dinge in dem Programm vereinfacht. Es ist für jeden möglich, schnell mit dem Livestreamen zu beginnen. Ein Chat und ein Aktivitätsfeed des Livestreams sind ebenfalls in das Programm integriert.

## Abonnements
Auf Twitch gibt es die Möglichkeit, Streamer zu abonnieren, sofern sie Twitch Partner oder Twitch Affiliate sind. Es gibt drei verschiedene Abonnementoptionen. Ein Abonnement, engl. subscription (kurz sub), bringt dem Zuschauer eine Reihe von Vorteilen: Er bekommt ein Abzeichen vor dem Namen im Chat des Streamers, bei dem das Abonnement abgeschlossen wurde. Dazu bekommt er Emotes, die exklusiv den Abonnenten des Streamers vorbehalten sind und ebenfalls im Chat anderer Streamer verwendet werden können. Des Weiteren schaut er den Streamer werbefrei. Die Anzahl der Emotes variiert nach der Anzahl der Abonnements, die der Streamer hat. 2016 kündigte Twitch auf der TwitchCon an, dass man mit Amazon Prime pro Monat einen Streamer gratis abonnieren kann. 2017 kündigte Twitch auf der TwitchCon an, dass man Abonnements nun auch verschenken kann. Seit November 2017 ist dieses Feature auf dem Markt; seit April 2018 erhält ein User, der einen Sub verschenkt, ein Geschenk-Icon vor dem Namen. Seit August 2018 ist es möglich, gleichzeitig mehrere Subs an die Community eines Streamers zu verschenken. Diese Subs werden zufällig an Personen geschenkt, die dem Streamer folgen. Es ist möglich, bis zu 100 Subs gleichzeitig zu verschenken. Es gibt auch die Möglichkeit, Abonnements anonym zu verschenken.
Im Herbst 2021 begann Twitch die Preise von Abonnements mit der Intention zu senken, diese an die lokalen Lebenshaltungskosten anzupassen.

## TwitchCon
TwitchCon ist eine jährliche Tagung des Live-Streaming-Videoportals Twitch. Die erste Tagung wurde 2015 veranstaltet.

### 2015
Die erste TwitchCon wurde im Moscone Center in San Francisco vom 25. bis zum 26. September veranstaltet. Dabei wurde einige Keynotes von CEO Emmett Shear angekündigt. Bei der Aftershowparty war der finnische DJ Darude zu Gast. Die komplette Tagung wurde auf Twitch gestreamt.

### 2016
Am 18. Februar 2016 kündigte Twitch die zweite TwitchCon an. Sie wurde vom 30. September bis zum 2. Oktober im San Diego Convention Center veranstaltet.

### 2017
Die TwitchCon 2017 fand im Long Beach Convention Center im Zeitraum vom 20. bis 22. Oktober statt.

### 2018
Die TwitchCon 2018 fand vom 26. bis 28. Oktober im San Jose McEnery Convention Center statt.

### 2019
Am 21. November 2018 kündigte Twitch die erste TwitchCon in Europa an. Diese fand vom 13. bis zum 14. April im CityCube Berlin statt. Zusätzlich zu der TwitchCon in Berlin fand auch wieder eine in San Diego vom 27. bis zum 29. September statt.

### 2020
Am 27. September 2019 kündigte Twitch die Veranstaltungen für 2020 an. Vom 2. bis 3. Mai sollte die europäische TwitchCon im Kongresszentrum Amsterdam RAI stattfinden, vom 25. bis zum 27. September abermals im San Diego Convention Center die Amerikanische. Die europäische TwitchCon 2020 wurde allerdings Anfang März 2020 aufgrund der COVID-19-Pandemie abgesagt. Am 2. November gab Twitch auf seinem offiziellen Twitter-Account die Veranstaltung einer virtuellen TwitchCon mit Namen „GlitchCon“ bekannt, welche am 14. November stattfand und auf der eigenen Plattform gestreamt wurde.

### 2022
Nachdem 2021 keine TwitchCon abgehalten wurde, wurde am 16. und 17. Juli eine TwitchCon im Kongresszentrum Amsterdam RAI abgehalten. Mit rund 14.500 Besuchern brach die Messe den alten Rekord von rund 9.500 Besuchern an beiden Tagen. Im Oktober soll noch die TwitchCon in San Diego abgehalten werden.

### 2023
Im Juli 2023 fand eine TwitchCon in Paris statt.

## Logos

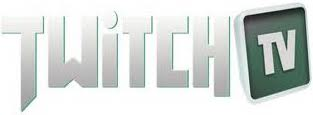
Twitch Logo von 2011–2012
Twitch Logo von 2012–2019
Twitch Logo mit Maskottchen „Glitch“ von 2012–2021

## Kritik
Kritisiert wird seit Jahren, dass auf Twitch Online-Casino-Streams stattfinden. Zudem stehen sogenannte „Badewannen-Livestreams“ immer wieder in der Kritik. Des Weiteren ist die auf der Plattform TikTok ebenfalls stattfindende „Hot Chip Challenge“ in einigen Streams zu finden; nach dem Tod eines Jugendlichen wurde auch hierüber Kritik laut.

## Reichweitenstärkste Streamer

### Nach Followern
| Lf. | Benutzer  | Follower  |
| --- | --------- | --------- |
| 1.  | Ninja     | 19,1 Mio. |
| 2.  | ibai      | 17,1 Mio. |
| 3.  | auronplay | 16,6 Mio. |
| 4.  | Rubius    | 15,4 Mio. |
| 5.  | KaiCenat  | 13,5 Mio. |

### Nach Aufrufen
| Lf. | Benutzer         | Aufrufe   |
| --- | ---------------- | --------- |
| 1.  | Fextralife       | 2,15 Mrd. |
| 2.  | Riot Games       | 1,34 Mrd. |
| 3.  | ESLCS            | 770 Mio.  |
| 4.  | ShadbaseMurderTV | 719 Mio.  |
| 5.  | Ninja            | 572 Mio.  |